# جبل واشنطن (نيفادا)
جبل واشنطن يقع في مقاطعة وايت بين في ولاية نيفادا وتحديدا في منتزه الحوض الوطني الكبير، حيث يكون ارتفاع الجبل حوالي 11,658 قدم (3,553 متراً).
وقد اشترت مؤسسة لونغ الآن الأرض القريبة من القمة والمتجاورة مع الحديقة الوطنية في عام 2001 بوصفها موقعا محتملا لساعة لونغ الآن. وأعلن عن شراء الأرض في بيكر، وهي بوابة بلدة الحديقة الوطنية، وبقرب من إيلي، نيفادا التي تجمع مسؤولي مقاطعة وايت باين برعاية مجلس التنويع الاقتصادي. ووصِفت الممتلكات بأنها 180.3 فدان (73.0 هكتارا) تتألف من 11 مطالبة من مطالبات التعدين المسجلة ببراءات التي يعود تاريخها إلى عام 1916.